# Warsaw Point
Warsaw Point – magazyn traktujący o życiu kulturalnym stolicy, wydawany w latach 2004–2008 przez Platformę Mediową Point Group. Nakład pisma wynosił 20 tys. egzemplarzy. 
Redakcja
- Redaktor naczelna - Hanna Zielińska
- Redaktor prowadząca - Katarzyna Skawska
- Sekretarz redakcji - Anna Markowska
- Grafik prowadzący - Paweł Osial
- Współpraca - Małgorzata Baranowska, Ernest Bryll (Felieton), Magda Gałczyńska (Polityka), Katarzyna Grynienko (Warszawskie salony), Konrad Piskała (Reportaż), Natalia Sosin (Wywiady), Katarzyna Latek (Ekonomia), Julita Krajewska (Kultura), dr Sylwia Paulina Kosiorek (Moto, )o. Łukasz Kubiak (Felieton)
- Rysunki - Paweł Osial, Andrzej Pągowski
- Tłumaczenia i korekta - Anna Gradomska
- Studio graficzne - Mariusz Trocewicz
- Fotoedycja - Łukasz Pawlak
- Fotografia - Rafał Meszka